# Pedaliodes scydmaena
Pedaliodes scydmaena är en fjärilsart som beskrevs av Hayward 1967. Pedaliodes scydmaena ingår i släktet Pedaliodes och familjen praktfjärilar. Inga underarter finns listade i Catalogue of Life.